# Coalición para las Innovaciones en Preparación para Epidemias
La Coalición para las Innovaciones en Preparación para Epidemias (en inglés: Coalition for Epidemic Preparedness Innovations, CEPI) es una "coalición público-privada que tiene como objetivo financiar proyectos de investigación independientes para desarrollar vacunas contra enfermedades infecciosas emergentes  Su sede se encuentra en Noruega, fue fundada en 2017.
Es una fundación que recibe donaciones de organizaciones públicas, privadas, filantrópicas y de la sociedad civil para financiar proyectos de investigación independientes para desarrollar vacunas contra enfermedades infecciosas emergentes (EID).  El CEPI se centra en las "enfermedades prioritarias de anteproyecto" de la Organización Mundial de la Salud (OMS), que incluyen: el coronavirus relacionado con el síndrome respiratorio de Oriente Medio (MERS-CoV), el coronavirus 2 del síndrome respiratorio agudo severo (SARS-CoV-2), el virus Nipah, el virus de la fiebre de Lassa y el virus de la fiebre del Valle del Rift, así como el virus chikunguña y el patógeno hipotético y desconocido "Enfermedad X". La inversión del CEPI también requiere un "acceso equitativo" a las vacunas durante los brotes.
CEPI se concibió en 2015 y se lanzó formalmente en 2017 en el Foro Económico Mundial (FEM) en Davos, Suiza. Fue cofundado y cofinanciado con US $ 460 millones de la Fundación Bill y Melinda Gates, The Wellcome Trust y un consorcio de naciones, como Noruega, Japón, Alemania; a la que posteriormente se unieron la Unión Europea (2019) y Gran Bretaña (2020).  CEPI tiene su sede en Oslo, Noruega.  En 2017, Nature dijo: "Es, con mucho, la mayor iniciativa de desarrollo de vacunas contra virus que son amenazas potenciales de epidemia". En 2020, CEPI fue identificado como un "jugador clave en la carrera para desarrollar una vacuna" para la enfermedad de COVID 2019.

## Objetivo
El objetivo del CEPI es desarrollar las primeras fases de las vacunas antes de conocer detalles sobre cómo aparecerá la infección. De esta manera, se reduce el tiempo para el desarrollo inicial y el despliegue, al tiempo que permite que la vacuna se adapte progresivamente para mejorar su eficacia como cura para cada epidemia en particular.
Su misión es acelerar el desarrollo de vacunas contra enfermedades infecciosas emergentes y permitir el acceso equitativo a estas vacunas durante los brotes.
El plan incluye preparativos para posibles brotes de fiebre de Lassa, fiebre de Marburg, síndrome respiratorio del Medio Oriente (MERS), SARS, virus Nipah, fiebre del Valle del Rift, chikunguña y otros. Está financiado por Wellcome Trust, la Fundación Bill y Melinda Gates, el Foro Económico Mundial y los gobiernos de Noruega, Alemania, Japón e India.

## Estructura

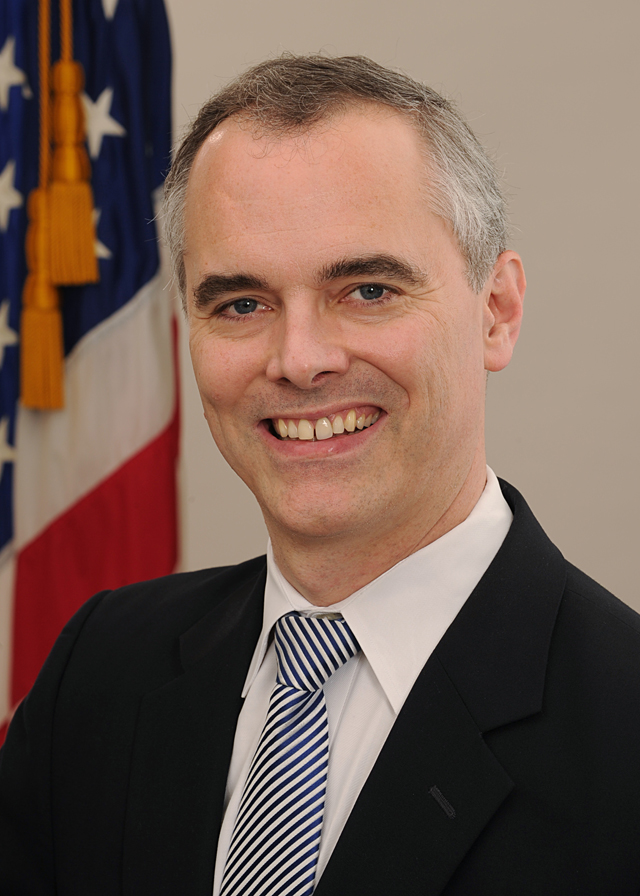
Richard J. Hatchett, CEO de CEPI desde 2017

CEPI es una asociación noruega, y tenía la siguiente estructura de gobierno en marzo de 2020:
- Liderazgo. Personal con 68 personas, que dirige la organización en el día a día bajo la dirección de un director ejecutivo, Richard Hatchett.[12]

- Directorio. Doce miembros, cuatro del Consejo de Inversores, y ocho de los cuales son "miembros independientes que representan competencias que incluyen la industria, la salud mundial, la ciencia, la movilización de recursos, las finanzas".[12]
  - Charlotte Watts, asesora científica principal del Departamento de Desarrollo Internacional del Reino Unido.
  - Cherry Gagandeep Kang, Christian Medical College & Hospital, Vellore
  - David Reddy, Medicamentos para la malaria Venture
  - Ichiro Kurane, Instituto Nacional de Enfermedades Infecciosas, Japón
  - Joachim Klein, Ministerio Federal de Educación e Investigación (Alemania)
  - Jane Halton, presidenta
  - Jeremy Farrar, director de Wellcome Trust
  - John Nkengasong, Centros para el Control y la Prevención de Enfermedades de África
  - Nadine Gbossa, representante de Nigeria, Fondo Internacional para el Desarrollo Agrícola
  - Patricia J. García, exministra de Salud, Perú
  - Peter Piot, London School of Hygiene & Tropical Medicine
  - Rajeev Venkayya, Takeda Pharmaceutical Company

(Asisten a las reuniones de la junta otros cinco miembros sin derecho a voto que incluyen: Helen Rees, Muhammad Ali Pate, Margaret "Peggy" Hamburgo, Soumya Swaminathan, CEO de CEPI).
- Comité Científico Asesor (SAC). 24 miembros con derecho a voto que brindan "apoyo científico, asesoramiento y orientación a la Junta Directiva y al Secretariado del CEPI. La decisión final sobre los asuntos tratados por el comité recae en el Directorio o la Secretaría". El SAC incluye miembros como Alash'le Abimiku, Christian Bréchot, Delese Mimi Darko, Helen Rees, James C. Robinson (vicepresidenta), Kathleen Neuzil, Myron M. Levine, Peter Smith, Stanley Plotkin, Thomas Kariuki e Yves Lévy. Además, hay cinco miembros sin derecho a voto del SAC, cada uno de los cuales representa principalmente a la industria, siendo Johnson & Johnson, Takeda Pharmaceutical, Pfizer y Sanofi Aventis; con el último miembro sin derecho a voto de la OMS.[12]

- Grupo de coordinación conjunta (JAG). El JAG es una "mesa redonda de instituciones independientes con interés en ver las vacunas de CEPI desarrolladas y desplegadas con éxito en un brote". Los miembros de la JAG incluyeron a la OMS, GAVI, Agencia Europea de Medicamentos, Administración de Alimentos y Medicamentos, Médicos Sin Fronteras, UNICEF, Federación Internacional de Sociedades de la Cruz Roja y de la Media Luna Roja, el Foro Regulador Africano de Vacunas, el Instituto Nacional de Normas y Control Biológicos, y The Wellcome Trust.[12]

- Consejo de Inversores (IC). El CI nomina a cuatro representantes de inversionistas para la junta, y se requiere su aprobación para inversiones únicas de más de US $ 100 millones. El CI incluyó representantes de los gobiernos de Noruega, Reino Unido, Alemania, Japón, Canadá, Etiopía, Australia, Bélgica, la UE y la Fundación Gates y el Wellcome Trust.[12]

## Inversiones y estudios preliminares.
Hasta abril de 2018, CEPI había invertido $ 37,5 millones en Themis Bioscience con sede en Austria y $ 56 millones en Inovio Pharmaceuticals, Inc. con sede en Estados Unidos para desarrollar vacunas candidatas contra la fiebre de Lassa y MERS.
El CEPI publicó un estudio en The Lancet en 2018 que estimó los costos de desarrollar vacunas para enfermedades que podrían escalar a crisis humanitarias globales. El estudio se centró en 11 enfermedades que actualmente causan relativamente pocas muertes y afectan principalmente a los pobres. Los autores estimaron que costaría entre $ 2,8 mil millones y $ 3,7 mil millones desarrollar al menos una vacuna para cada una de las enfermedades. Esto debe ser comparado con el costo potencial de un brote, que en el caso del brote de SARS en 2003 en Asia Oriental fue de  $ 54 mil millones.

## Brote de coronavirus 2019–2020
En enero de 2020, basado en el genoma publicado en 2019-nCoV, CEPI apoyó tres proyectos que comenzaron a trabajar en la creación de una vacuna para el nuevo coronavirus, con Moderna, la Universidad de Queensland e Inovio.  Los Institutos Nacionales de Salud de los Estados Unidos (NIH) comenzaron a cooperar con la empresa de biotecnología Moderna para crear una vacuna, con la esperanza de comenzar la producción en mayo de 2020, con una estrategia para hacer una vacuna de ARN que coincida con un pico de la superficie del coronavirus. La estrategia de la Universidad de Queensland (UQ) es desarrollar una vacuna de fijación molecular que modifique genéticamente las proteínas virales para que imiten el coronavirus y estimulen una reacción inmune.